# Фальк, Расмус
Расмус Фальк Йенсен (дат. Rasmus Falk Jensen; род. 15 января 1992[…], Миддельфарт, Фюн) — датский футболист, нападающий клуба «Оденсе» и сборной Дании.

## Клубная карьера
Фальк — воспитанник клуба «Оденсе». 16 мая 2010 года в матче против «Орхуса» он дебютировал в датской Суперлиги. 14 марта 2011 года в поединке против «Люнгбю» Расмус забил свой первый гол за клуб. В том же году в матчах Лиги Европы против краковской «Вислы» Фальк забил два гола.
Летом 2016 года Фальк перешёл в «Копенгаген», подписав контракт на четыре года. 23 июля в матче против «Эсбьерга» он дебютировал за новый клуб в чемпионате. В этом же поединке Расмус забил свой первый гол за «Копенгаген».

## Международная карьера
6 сентября 2013 года в отборочном матче чемпионата мира 2014 против сборной Мальты Фальк дебютировал за сборную Дании.
В 2015 году в составе молодёжной сборной Дании Расмус принял участие в молодёжном чемпионате Европы в Чехии. На турнире он сыграл в матчах против сборных Чехии, Сербии, Германии и Швеции. В поединке против сербов Фальк забил гол.

## Статистика

### Матчи Фалька за сборную Дании
| Матчи Фалька за сборную Дании | Матчи Фалька за сборную Дании | Матчи Фалька за сборную Дании | Матчи Фалька за сборную Дании | Матчи Фалька за сборную Дании | Матчи Фалька за сборную Дании |
| ----------------------------- | ----------------------------- | ----------------------------- | ----------------------------- | ----------------------------- | ----------------------------- |
| №                             | Дата                          | Соперник                      | Счёт                          | Голы Фалька                   | Соревнование                  |
| 1                             | 6 сентября 2013               | Мальта                        | 2:1                           | —                             | Чемпионат мира 2014 (отбор)   |
| 2                             | 8 сентября 2020               | Англия                        | 0:0                           | —                             | Лига наций УЕФА 2020/2021     |

Итого: 2 матча / 0 голов; 1 победа, 1 ничья, 0 поражений.